# 柯士甸學校
柯士甸學校（英語：Austin School）又名奥斯汀学校，是香港的一所中小學，前身為香港凱莉山學校，2021年4月鬧出至今尚未了結的財務糾紛，欠薪、欠租和向學生家長銷售了的債券突然失效卻不退款合共涉款逾三億港元，2022年5月改為現名，主要收生目標為內地移民，2024年6月停運，2025年1月時背後公司已改名並即將開設新學校，正等候政府批准。

## 人事架構
汪柏賢及其母親湯貴珍為該校之創辦人，汪柏賢之妻子盧巧兒為KA Holdings及其關聯公司之董事。
學校之前執行董事為梁錦芳，曾獲委為香港東華三院執行總監。2021年9月15日起，KA Holdings Limited及所有Mount Kelly相關的公司已轉名給陳金兒。

## 商號介紹

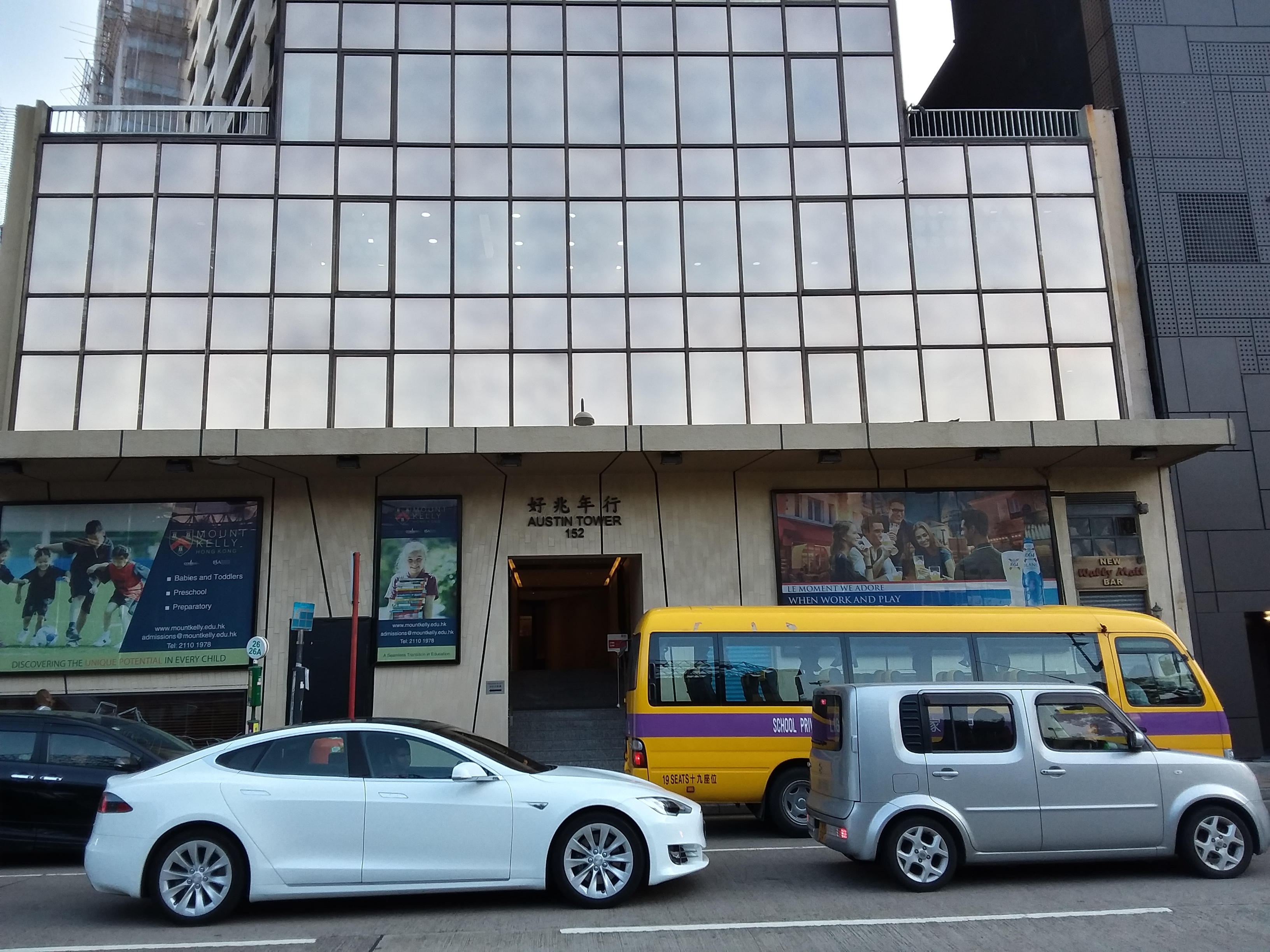
小學部位於尖沙咀柯士甸道好兆年行

香港凱莉山學校是獲得英國德雲郡（Devon）之凱莉山學校（Mount Kelly）於2016年透過獨立的特許經營協議，將「凱莉山（Mount Kelly）」品牌授權予汪柏賢的關聯公司KA Holdings於香港成立之分校，並在2017年9月正式取得教育局臨時註册認證（No. 609781），亦是在香港成立的英國傳統私立學校。該校主要服務年齡為6個月至18歲的學生。其特色在於可為香港學生作出直接升讀英國母校之安排，提供「一條龍」式教育。該校也是香港唯一一間擁有 ISA（Independent School Association）認證的學校，並為香港第二間學校收到 COBIS（Council of British International Schools）成員證書的學校。
2021年，因財政問題，被英國凱莉山終止特約經營權。2022年5月，改名為柯士甸學校（英語：Austin School）。

## 建校歷程

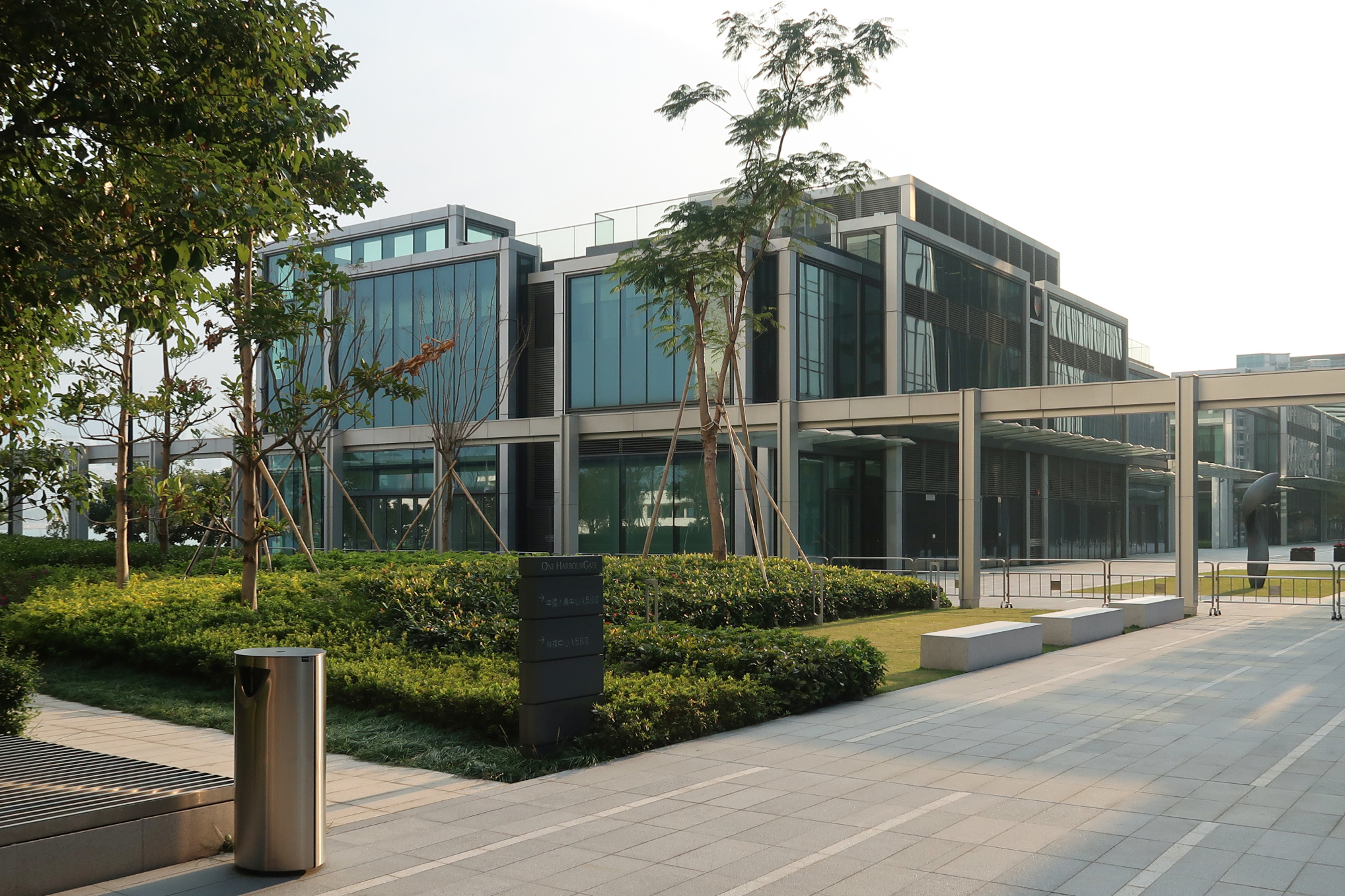
2017年，香港凱莉山租用位於紅磡祥祺中心B座全幢物業，為期6年。同年亦向城市規劃委員會申請改變土地用途作建立小學之用，但最終被否決

創辦人汪柏賢於2016年在屯門掃管笏購入地皮，擬作興建學校之用，並在當時聘用設計師 Atkins 負責統籌及設計等工作，但校址未獲批准更改土地用途。學校亦未申請註冊，教育局提醒家長注意是否合法，學校亦未獲認可為「國際學校」，名字要刪去「國際」二字。。
據土地註冊處資料顯示，該校於2017年4月以逾1億3,600萬元之總租值，租用位於紅磡祥祺中心B座全幢物業，為期6年。並旋即在同年向城市規劃委員會遞交第16條申請，改變土地用途作建立小學校之用。但最終被城規會都會規劃小組委員會否決。香港凱莉山遂向城規會要求覆核拒絕其申請的決定。城規會最後在2018年2月開會研究後，再次否決其覆核申請。
最終以失敗為局，展示尋找另外的地方建立校舍。
在紅磡灣建校申請被否決的同時，校方正式決定在尖沙咀好兆年行申請建立小學，在2018年1月成功取得臨時教育牌照。並在2019年3月成功獲香港教育局發放正式學校教育牌照。學校現時在九龍油尖旺區設有兩所校舍：
- 小學部位於柯士甸道好兆年行2-3樓，提供一年級（Year 1）至九年級（Year 9）的課程，校內設施包括活動教學課室及戶外活動設施[16]

已結束營運:
- 凱莉山國際幼稚園及 Babies & Toddlers （2021年10月15日起結束營運）則位於油麻地官涌街38號（官涌街市側）[17]，課程採用英國國家課程的幼兒基礎階段（Early Years Foundation Stage, EYFS）課程設計

2021年，因財政問題，被英國凱莉山終止特約經營權。

## 事件
2019年9月10日，祥祺中心有限公司入稟向香港凱莉山追討拖欠租金和管理費等共2千多萬。
2020年3月22日，香港凱莉山學校2名教師及2名職員確診COVID-19。其中1名教師的太太亦確診。其中有一名是作爲去瑞士交流團的領導。
2021年6月3日，香港凱莉山涉拖欠工程費，法庭裁工程公司勝訴，獲賠181萬。法官在判辭中，批評創辦人汪栢賢不可信，說法誇張和未經證實。
2021年9月15日，有財務公司在網上貼出大字報，向香港凱莉山學校及創辦人汪柏賢、其妻子盧巧兒及其兄弟汪中追討4百多萬。根據公司註冊處資料，由當天起，汪柏賢辭任學校的唯一董事，新董事為陳金兒。
2021年11月，教育局表示香港凱莉山國際幼稚園及幼兒園因幼稚園校舍欠租被業主收回，加上考慮到學校營運不善，辦學團體仍有複雜的官司與財務糾紛，難以說服學校管理令人滿意，因此根據《教育條例》取消該校的學校註冊。

## 醜聞
2020年起，學校屢次傳出財政問題，包括被指欠租和拖糧。有97名員工被拖欠強積金供款，逾60名教職員入稟勞資審裁處追討欠薪。
2021年6月5日，校方承認近期經歷多次困難，面臨財困，所有學生改為網上授課。教育局亦要求學校解釋及交代。
2021年7月5日，英國凱莉山基金會發聲明指，並非本港分校投資者，不會承擔任何財務責任。
2021年7月31日，發行債券之Mount Kelly Foundation Limited被法院強行清盤。
2021年8月2日，位於尖沙咀好兆年行4樓及11樓之辦公室被業主發出收樓令收回。
2021年8月23日，有傳媒調查後揭發學校財政之問題，包括創辦人汪柏賢(本名汪嘉權)曾因詐諞入獄、其太太和母親一直擔任公司董事、30億元上市融資之詐騙大計及向其他人自稱於香港工商業界具有顯赫的地位也是著名商人及慈善家。
2021年8月24日，香港凱莉山聲稱有足夠資金，會如常開學。
2021年9月1日，在汪柏賢之妻盧巧兒將學校公司董事轉名給汪柏賢之司機兼私人助理黃智森後，黃智森將前營運商(PM Education Operation Limited，前稱Mount Kelly International Limited)清盤，令所有家長前員工、校舍業主及服務供應商得不到應有賠償。在債權人會議上，揭發Mount Kelly International Limited負債超過3億，現金只剩7千多元。會上有人要求公司董事黃智森解釋該公司、香港凱莉山學校，以及其關聯公司的架構，但黃無法解答有關問題。有在場人士質疑黃智森身份，及接任董事的資格，現場一度變成「鬧交」，黃亦曾要求部份出席者離場。令外學校左拖欠員工薪酬下，以盧巧兒名下令一公司KA Holdings招聘新員工，被前員工斥其行為「賤格」、不負責任。
2021年9月2日，新任校長Paul Ellmes通知幼兒園學生家長，因收生不足，幼兒園將會停運。
2021年9月13日，官涌幼兒園及幼稚園之校舍門外張貼出判決通知書及收樓令，列出2021年8月30日由法庭批給業主Sanney Limited之收樓令，需於於9月23日交還官涌之校舍，但被校方收起。傳媒查證後發現業主2月已經入稟開始追討入租。汪栢賢及盧巧兒去年8月曾委托律師，向業主購買官涌校舍的物業，但交易最後告吹。汪栢賢及盧巧兒更因此拖欠處理交易的律師樓逾95萬元服務費，被入稟追討。新任校長Paul Ellmes以電郵回覆家長查詢，聲稱新的營運公司已就校舍簽訂合約，稍後交代詳情。香港凱莉山9月11號仍參展國際幼稚園博覽，為新學年插班生與明年入讀的學前班招生。
2021年9月25日，香港凱莉山參展南華早報舉辦之國際學校博覽時場面冷清，有疑為前家長人士在場向香港凱莉山追討退還學費。
2021年9月30日，香港凱莉山向家長發電郵，指因未能與業主達成協議，未能簽訂新租約，因此腰斬幼兒課程，官涌校舍10月15日起結束營運，建議家長可考慮附近其他學校。
2021年11月19日，民主思路的姚潔凝、麥慶歡及朱柏陵與21名家長舉行記者會，家長要求學校關聯公司還錢，敦促政府部門徹查香港凱莉山學校亂局，及吊銷學校牌照。家長們不滿學校未解決債務問題，卻改頭換面招生，要求政府跨部門調查事件，依法懲處違法人士。
2021年11月20日，從汪柏賢接手學校的新任校監陳金兒以「中國香港凱莉山學校」的名義，於金鐘JW萬豪酒店宴會廳舉辦「中國香港及英國凱莉山學校聯合招生」活動。有傳媒向英國凱莉山查詢周六聯合招生活動詳情，校長Guy Ayling指，英國校拒絕被牽涉其中（decline to be involved）。他又指，邀請函提到的英國凱莉山校董局顧問Gary Wright，並非校董局成員，惟未回應關於香港校更換經營者的問題。
2022年1月6日，再有傳媒發現校長Paul Ellmes 被入境處懷疑有人違反逗留條件，未獲授權下在港受聘，2021年9月初及11月中曾到香港凱莉山學校好兆年行校舍調查。校監陳金兒表示，Paul Ellmes一直未取得工作簽證，只是學校的「準校長」，但稱他未聽學校營運團隊勸告，以校長身份與家長溝通，及違反聘用條款，已於去年11月初終止其職務。陳金兒指，Ellmes為英國凱莉山委任，故他被解僱後，要等英國校再委任新校長。但英國凱莉山學校校長Guy Ayling回覆傳媒指，英國校並無委任Paul Ellmes，亦不知道其簽證問題。他又指，香港校並無就委任新校長或其他職員的事宜，接觸英國校。
2022年1月19日，香港凱莉山向家長發信，指將停用「凱莉山」名字，又指香港校與英國凱莉山已無關係。稱今年1月收到英國凱莉山學校的信，表示於去年10 月已通知香港終止合作，稱當時是第一次有關消息。對於學校被追討近三億元債券，新校監陳金兒強調家長是向另一公司買入債券，與學校無關。新學校及營運公司命名為「柯士甸學校有限公司」。
2022年5月16日，學校獲教育局批准正式改名為柯士甸學校。
2022年7月28日，有幼稚園家長入稟強制清盤凱莉山國際幼稚園。同時有家長發現凱莉山國際幼稚園董事何家勤在小額錢債判決須向家長退還學費後辭任公司董事。
2024年6月19日，王青霞入獄，罪行包括在柯士甸學校打黑工。
2024年6月左右，該學校停運，同年8月，陳金兒辭任柯士甸學校董事職位。2025年1月，入境處指還在調查柯士甸學校有否犯下僱用黑工罪行，教育局指所有學生已轉校，《香港01》亦實地發現尖沙咀原校舍正在裝修，並偵查出辦學公司已改名，和將會在(全部/部份)原址開設正在等候註冊批核的新學校。

## 外部連結
- 柯士甸學校的臉書專頁 （页面存档备份，存于）
- 柯士甸學校的油管頻道 （页面存档备份，存于）
- 柯士甸学校的微信公众号 （页面存档备份，存于）